# Solarwärmekraftwerk PS10
Das Solarwärmekraftwerk PS10 (spanisch Planta Solar 10) ist Europas erstes kommerzielles Solarturmkraftwerk. Es steht in der Ebene von Sanlúcar la Mayor in der Nähe von Sevilla in Andalusien. Die Anlage ging im März 2007 nach vier Jahren Bauzeit in Betrieb. Sie hat eine maximale elektrische Leistung von 11 MW und besteht aus 624 nachführbaren Spiegeln, so genannten Heliostaten.

## Hintergrund
Die Europäische Kommission fördert die Forschung in unterschiedlichen Bereichen. Auf dem Sektor der erneuerbaren Energien widmet sich ein gefördertes Teilgebiet der CSP-Technologie (Concentrated Solar Power). Im Rahmen des Fifth Framework Programme wurden drei Projekte gefördert, die der Erprobung von Solarkraftwerken im Megawatt-Bereich dienen sollen. Eines der ausgewählten Projekte war das PS10, das mit fünf Mio. Euro gefördert wurde. Die Baukosten betrugen 35 Mio. Euro, von denen fünf Mio. Euro Fördergelder der Europäischen Kommission waren und die andalusische Regionalregierung 1,2 Mio. Euro beisteuerte.

## Projektpartner und Betreiber
Planung und Bau des Solarwärmekraftwerks erfolgten durch ein Konsortium unter der Führung von Solúcar Energía S.A., einem Tochterunternehmen von Abengoa S.A. Weiter bestand das Konsortium aus Ciemat, DLR, Fichtner und Inabensa. Betrieben wird PS10 von Atlantica (ehemals Abengoa Yield PLC).

## Standort

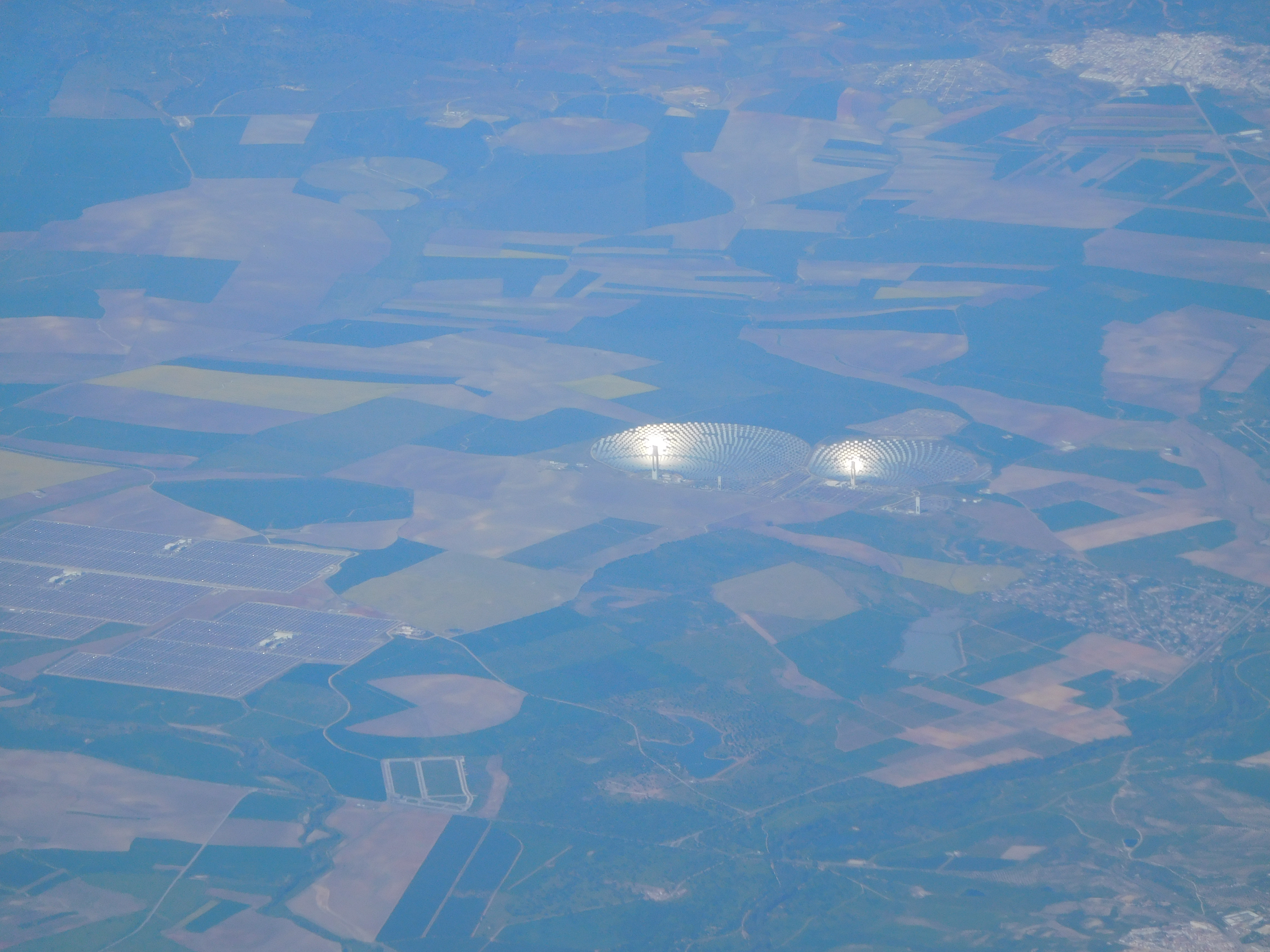
PS10 und PS20 aus dem Flugzeug

Da Andalusien über die höchste Sonneneinstrahlung Europas verfügt, eignet sich dieser Standort insbesondere für Solarkraftwerke. Das PS10 ist Teil des geplanten Plataforma Solar de Sanlúcar la Mayor (PSSM), einem Vorhaben, in derselben Gegend Solarkraftwerke unterschiedlicher Bauart mit insgesamt 300 MW Leistung zu bauen.

## Technik

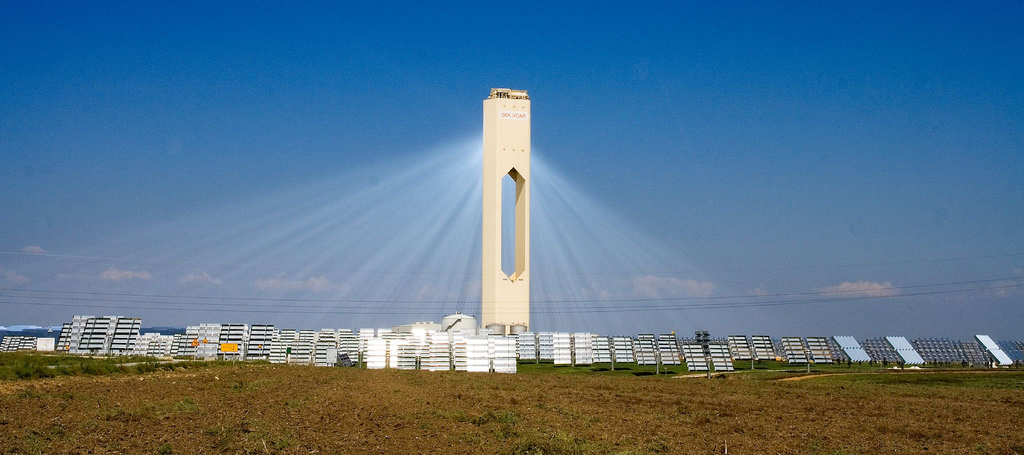
Durch Staub in der Luft sind die Lichtstrahlen zum Turm sichtbar

Das PS10 ist als Solarturmkraftwerk ausgeführt. 624 auf Heliostaten montierte Spiegel reflektieren das Sonnenlicht und bündeln es auf einen gemeinsamen Absorber (Receiver), der auf einem 115 m hohen Turm angebracht ist. Mit der dort konzentrierten Wärme wird Dampf erzeugt, der über Turbinen Generatoren für die Erzeugung elektrischer Energie antreibt.

### Spiegel
Jeder der 624 Spiegel hat eine Fläche von 120 m² und besteht aus 28 Einzelelementen. Die Oberfläche besteht aus galvanisiertem Stahl. Bei Windgeschwindigkeiten über 36 km/h werden die Spiegel horizontal ausgerichtet, um dem Wind weniger Angriffsfläche zu bieten und somit einer Beschädigung vorzubeugen. Die Position der Sonne wird zentral berechnet und die Spiegel von einer lokalen Steuereinheit in zwei Achsen der Sonne nachgeführt. Das Spiegelfeld und die Anordnung der Einzelspiegel untereinander wurde computergestützt optimiert, um Abschattungseffekte und den Verlust durch den Cosinuseffekt (Reduktion der projizierten Fläche bei Schrägstellung) zu minimieren (4,5 bzw. 19 % Verlust p. a.).

### Absorber

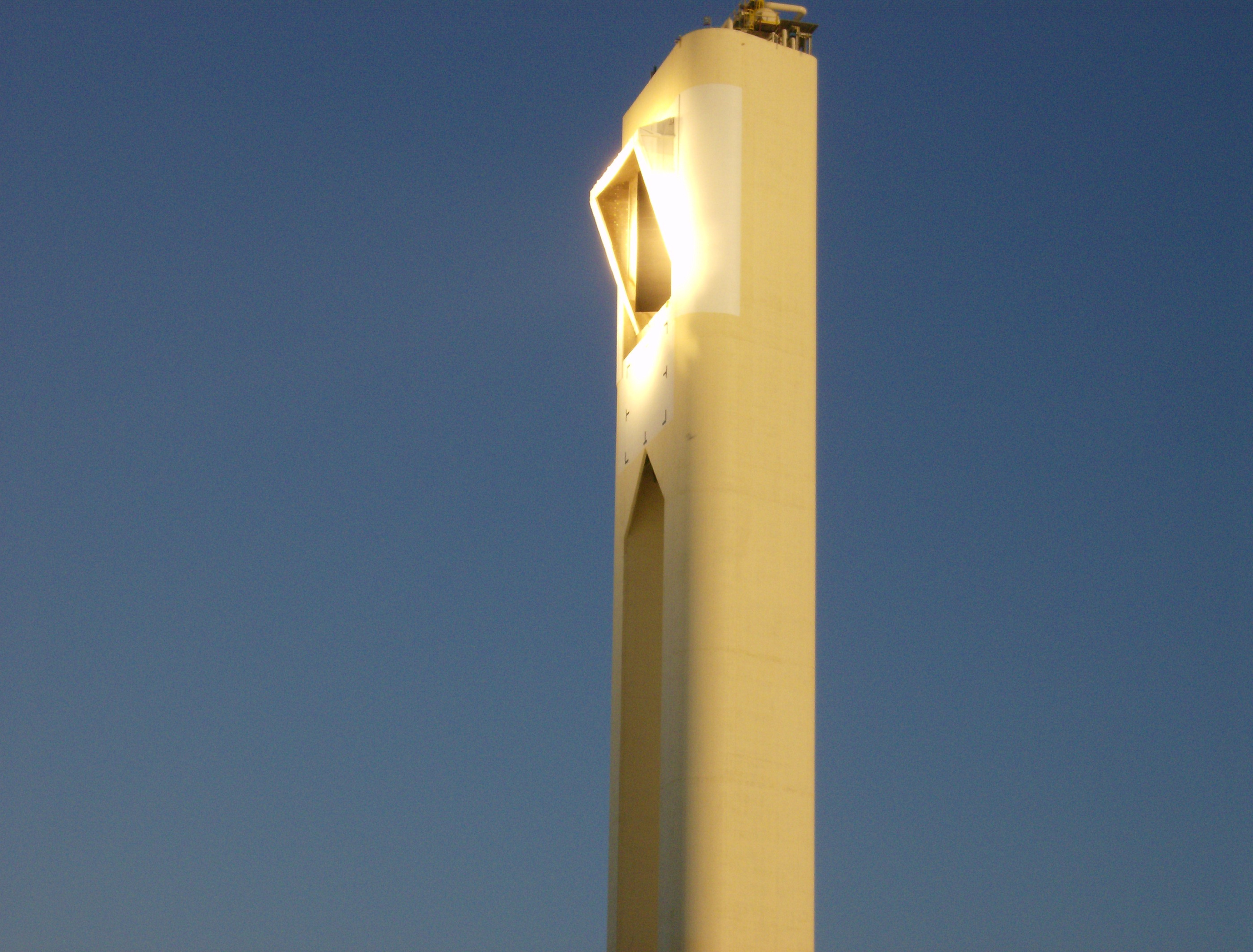
Turm mit Absorber

Der Absorber ist auf einem 115 m hohen Turm angebracht. Er besteht aus vier 5,40 m breiten und 12 m hohen Einzelelementen, die halbkreisförmig angeordnet sind. Durch diese Geometrie verbessert sich die Absorption und reduziert sich der Wärmeverlust durch Konvektion und Wärmeabstrahlung, wodurch der Absorber einen Wirkungsgrad von 92 % erreicht. Die projizierte Fläche beträgt 121 m². Bei Auslegungsbedingungen werden so 55 MW thermisch in Form von 100.000 kg/h gesättigtem Wasserdampf bei 257 °C und 40 bar produziert.

### Turbine, Generator und Kondensator
Die Turbine wird von dem 250 °C heißen Dampf mit 40 bar Druck angetrieben. Die elektrische Nennleistung des angeschlossenen Generators beträgt 11 MW. Der entspannte Dampf aus der Turbine wird anschließend in einem wassergekühlten Kondensator bei 0,06 bar kondensiert. Über einen mehrstufigen Prozess, der die Restwärme des Dampfes aus der Turbine nutzt, wird das Wasser anschließend erwärmt, bevor es wieder in den Absorber eingespeist wird.

### Energiespeicherung
Um kurzzeitige Einstrahlungsschwankungen, z. B. durch vorübergehende Bewölkung, ausgleichen zu können, wurde ein System zur Energiepufferung errichtet. Bei voller Leistung des Absorbers werden Teile des Dampfes abgezweigt und erhitzen Wärmespeicher in vier Tanks. Diese haben eine thermische Kapazität von 20 MWh und erlauben den Betrieb der Turbinen für 50 min bei halber Leistung.

## Ausbaupläne
PS10 ist Teil des Plataforma Solar de Sanlúcar la Mayor (PSSM). Insgesamt sollen auf diesem Areal Solarkraftwerke mit einer elektrischen Gesamtleistung von 300 MW entstehen. In unmittelbarer Nachbarschaft ging 2009 das nach demselben Prinzip arbeitende Solarwärmekraftwerk PS20 mit 20 MW in Betrieb. Weitere fünf thermoelektrische Kraftwerke von je 50 MW Leistung sowie Photovoltaikanlagen mit 2 MW sind geplant.